# Йиндржих I из Подебрад
Йиндржих I Старший из Подебрад, Йиндржих I Минстерберский (чеш. Jindřich I. Starší z Poděbrad a Minsterberka, пол. Henryk I Starszy z Podiebradów), Генрих I Мюнстербергский (нем. Heinrich der Ältere von Münsterberg; 15 мая 1448, Подебрады — 24 июня 1498, Клодзко) — князь Зембицкий (герцог Мюнстербергский) и граф Кладский  (1462—1498 год) (до 1472 года правил вместе с братьями Викторином и Гинеком), князь Опавский (1465—1472 год) (вместе с братьями Викторином и Гинеком), князь Олесницкий и Волувский (1495—1498).

## Биография
Четвертый ребёнок и младший (третий) сын Йиржи из Подебрад (1420—1471), короля Чехии (1458—1471), от первого брака с Кунгутой из Штернберка. Король Йиржи из Подебрад первоначально планировал сделать Йиндржиха своим преемником. В 1459 году император Священной Римской империи Фридрих III Габсбург пожаловал Викторину (старшему брату Йиндржиха) титул имперского князя. 7 декабря 1462 года император возвел Йиндржиха и его младшего брата Гинека в звание имперских князей. В то же время император Священной Римской империи Фридрих III подтвердил пожалование Йиржи из Подебрад своим сыновьям Викторину, Йиндржиху и Гинеку во владение Зембицкого княжества и графства Кладского. В 1465 году чешский король Йиржи из Подебрад также пожаловал в совместное ленное владение своим сыновья Викторину, Йиндржиху и Гинеку Опавское княжество. Хотя Йиндржих и его братья придерживались католической веры, папа римский отказался признать их королевские права, так как отлучение от церкви, наложенное на их отца, применялось и к его сыновьям.
В 1466 году перед Йиндржихом появилась возможность сделать блестящую церковную карьеру, несмотря на его помолвку с Урсулой Бранденбургской. Благодаря усилиям своего отца, Йиндржих получил номинацию от пражского капитула на должность архиепископа. Только из-за сильного сопротивления папы римского Павла II, враждебно относившегося к гуситам, кандидатура Йиндржиха не была утверждена.
После смерти своего отца, короля Чехии Йиржи из Подебрад, 22 марта 1471 года, Йиндржих был назначен верховным правителем Чешского королевства вплоть до прибытия нового короля. В этой должности он встречал 10 августа 1471 года вновь избранного чешского короля Владислава II Ягеллона в Клодзко, на пути из Кракова в Прагу для коронования. Позднее Йиндржих был назначен губернатором на период отсутствия короля.
В 1472 году произошел раздел владений покойного Йиржи из Подебрад между его сыновьями Викторином, Йиндржихом и Гинеком. 
Йиндржих получил в наследственное владение Кладское графство, Зембицкое княжество, города Франкенштайн и Наход, замки Визмбурк, Кунетицка-Гора и земли несуществующих монастырей Опатовице и Сеземице, опустошенным во время Гуситских войн. Викторину отходило Опавское княжество, Гинеку досталось родовое гнездо Подебрады и Костомлаты-над-Лабем.
Король Чехии Владислав II Ягеллон утвердил за Йиндржихом Старшим из Подебрад его владения 3 и 29 апреля 1472 года.
В качестве графа Кладского Йиндржих Старший проживал со своей семьей в Кладзком замке, где находился его двор. Йиндржих отлично знал немецкий язык, но большинство документов при его дворе было написано на чешском языке.
По просьбе аббата Петера из Броумова войска Йиндржиха Старшего 24 апреля 1472 года без боя заняли чешский город Броумов. Этот город в 1469 году был захвачен сторонниками венгерского короля Матвея Корвина, претендовавшего на чешский трон. Йиндржих включил Броумов с округом к своим владениям. В 1483 году с согласия короля Чехии Владислава II Ягеллона Йиндржих включил город Броумов в состав Кладского графства. По поручению Йиндржиха ландесхауптман Кладско Ганс фон Варнсдорф совершал набеги на силезские земли.
9 января 1473 года папа римский Сикст IV отменил интердикт, наложенный на Йиржи из Подебрад и его сыновей, дав им отпущение грехов. В том же году Йиндржих и его братья Викторин и Гинека пытались урегулировать свой спор о короне Святого Вацлава. С этой целью они пригласили представителей Чехии, Польши, Силезии и Лужицы принять участие в переговорах в Опаве, которой владел тогда Викторин из Подебрад. Хотя переговоры не были успешными, чешский король Владислав II Ягеллон обещал погасить долги Йиндржиха и его братьев.
В 1477 году Йиндржих аннексировал баронство Хомоле, который до сих пор принадлежал городу Градец-Кралове в графстве Кладско. 13 ноября того же года король Чехии Владислав II Ягеллон подтвердил замок Кунетицка-Гора и бывшие монастырские поместья Опатовице и Сеземице собственностью Йиндржиха Старшего, а через три года, в 1481 году, передал Йиндржиху в наследственное владение Франкенштайн.
В 1477 году Йиндржих принимал участие в мирных переговорах между Чехией и Силезией в Броумове в качестве представителя короля Владислава II Ягеллона вместе с Вильгельмом Крушиной Лихтенбургом (губернатором города Градец-Кралове). Переговоры не привели к заключению прочного мира. 3 июля 1379 года Йиндржих Старший приветствовал венгерского короля Матвея Корвина в Оломоуце от имени чешского короля Владислава II Ягеллона.
До 1491 года Йиндржих получил во владение замок Литице от своего старшего брата Бочека из Подебрад. В 1492 году возник спор между Йиндржихом и королем Владиславом Ягеллоном из-за баронств Подебрады и Костомлаты. Король Чехии считал, что эти земли после смерти Гинека должны отойти короне, хотя в своём завещании Гинек передавал их Йиндржиху Старшему. Этот спор был урегулирован после пресечения мужской линии олесницкой ветви Силезских Пястов в 1495 году. Йиндржих вынужден был отказаться от Подебрадского панства в пользу чешской короны. 28 апреля 1495 года в Баутцене был заключен договор, по условиям которого Йиндржих получал в наследственное владение Олесницкое княжество, за исключением городов Милич, Жмигруд и Сыцув, которые были отторгнуты от Олесницкого княжества еще в 1492 году, и Волувское княжество. Также в 1495 году Йиндржих продал замок Литице и другие владения в Восточной Чехии высшему камергеру Чешского королевства Вилему II из Пернштейна, чтобы погасить долги, которые он понес во время участия в войне против Матвея Корвина. В 1497 году Йиндржих Старший вынужден был заложить баронство Наход Яну Спетлему из Прудиц. Через год Йиндржих Старший скончался, а его сыновья не смогли расплатиться по кредиту и вынуждены были продать Наход Яну Спетлему. После продажи Кладского графства в 1501 году потомки Йиндржиха Старшего сохранили за собой только его силезские владения.
Йиндржих Старший скончался 24 июня 1498 года и был похоронен в костёле францисканского монастыря Святого Георгия, который был им основан. В 1558 году его останки были перезахоронены в главном соборе Клодзко – костёле Вознесения Пресвятой Девы Марии.
При посредничеств Йиндржиха Старшего его сыновья Альбрехт, Георг и Карл в 1487-1488 годах женились на трех дочерях Яна II Безумного, князя Жаганьского и Глогувского. В качестве князя Зембицкого (герцога Мюнстерберского) Йиндржих основал силезскую линию дома панов из Подебрад, которая угасла по мужской линии в 1647 году.
Йиндржих и его жена Урсула были щедрыми покровителями монастырей. В 1475 году они основали францисканский монастырь Святого Георгия в Клодзко, который семейной их усыпальницей. В 1494 году они отдал половину Поляница-Здруй августинскому монастырю в Клодзко.

## Брак и дети
9 февраля 1467 года в Хебе Йиндржих женился на Урсуле Бранденбургской (25 сентября 1450 — 25 ноября 1508, Вроцлав), старшей дочери курфюрста Альбрехта III Бранденбургского (1414—1486) от первого брака с Маргаритой Баденской (1431—1457). Благодаря этому браку Йиндржих получил большое приданое в размере 20 000 гульденов. В браке родилось восемь детей:
- Альбрехт I Мюнстербергский (2 августа 1468 — 12 июля 1511), князь Зембицкий, Олесницкий и Волувский (1498—1511 год). Женат с 1487 года на Саломее (1475/1476 — 1514), дочери князя Иоганна II Жаганьского
- Георг I Мюнстербергский (1 октября 1470 — 10 ноября 1502), князь Зембицкий, Олесницкий и Волувский (1498—1502 год). Женат с 1488 года на Ядвиге (1476—1524), дочерью Иоганна II Безумного, князя Жаганьского
- Ян (Иоганн) (23 июня 1472 — 7 августа 1472)
- Маргарита Мюнстербергская (25 августа 1473 — 28 июня 1530), муж с 1494 года князь Эрнст Ангальт-Дессау
- Карл I Мюнстербергский (4 мая 1476 — 21 мая 1536),  князь Зембицкий и Олесницкий 1498—1536 год, князь Волувский (1498—1517 год). Женат с 1488 года на Анне (ок. 1480 — 27/28 октября 1541), дочери князя Иоганна II Жаганьского
- Людвиг (21 июня 1479 — 27 апреля 1480)
- Магдалена (23 января 1482 — 11 апреля 1513)
- Зденка Мюнстербергская (3 июня 1483—1522), жена с 1515 года графа Ульриха Хардегга (ум. 1535).